# بخش‌های دپارتمان ووسگه
بخش‌های دپارتمان ووسگه (انگلیسی: Arrondissements of the Vosges department) شامل ۳ بخش به شرح زیر است:
1. بخش اپینل با ۲۱۴ کمون (فرانسه) و جمعیت ۲۱۶ هزار نفر در سال ۲۰۱۳ می‌باشد.
2. بخش نوفشتو، ووسگه با ۲۰۵ کمون (فرانسه) و جمعیت ۶۵ هزار نفر در سال ۲۰۱۳ می‌باشد.
3. بخش سن-دیه-ده-ووسگه با ۸۸ کمون (فرانسه) و جمعیت ۹۲ هزار نفر در سال ۲۰۱۳ می‌باشد.